# Karel, vévoda de Berry (1686–1714)
Karel Francouzský, vévoda de Berry, (31. srpna 1686, Versailles – 5. května 1714, Marly-le-Roi) byl vnukem Ludvíka XIV. Ačkoli byl vnukem Ludvíka XIV., tak byl vévoda označován termínem fils de France („syn Francie“) a nikoliv petit-fils de France („vnuk Francie“), jakožto syn dauphina, dědice trůnu. Vévoda de Berry byl sedm let (1700–1707) předpokládaným dědicem španělského trůnu, dokud jeho starší bratr Filip V. Španělský nezplodil v roce 1707 syna.

## Život

### Dětství
Karel se narodil v paláci ve Versailles a byl nejmladším synem Ludvíka Francouzského, tzv. Velkého dauphina (le Grand Dauphin) a Marie Anny Viktorie Bavorské. Vychován byl pod dohledem královské vychovatelky Louisy de Prie.
Byl strýcem budoucího Ludvíka XV., který byl mladším synem Karlova bratra Ludvíka, vévody Burgundského. Další Karlův bratr, Filip, vévoda z Anjou, se stal španělským králem Filipem V. Španělským. Ačkoliv byl Karel ihned po svém narození jmenován vévodou de Berry (duc de Berry), tak nikdy fakticky vévodské povinnosti vyplývající z jeho titulu nevykonával. V roce 1710 získal příjmy plynoucí z vévodství Alençon, Angoulême, hrabství Ponthieu a dalších menších panství. Ponthieu bylo během pár měsíců vyměněno za jiná panství.
Jelikož byl až třetím synem dauphina, tak se neočekávalo, že kdy mohl zdědit královský trůn. Po smrti otce v roce 1711 se stal dauphinem jeho bratr Ludvík, vévoda burgundský.
Nicméně, v souladu se závětí Karla II. Španělského, byl vévoda de Berry dědicem španělského trůnu od listopadu 1700 až do 25. srpna 1707, kdy se narodil jeho synovec Ludvík, prince Asturský (příští Ludvík I. Španělský). Na základě utrechtských smluv se dne 24. listopadu 1712 vzdal všech svých práv na španělské dědictví.

### Manželství
Vzhledem k jeho prestižnímu postavení přímého králova potomka byl velmi žádanou partií pro dcery z dalších větví Bourbonského rodu. Jedna z jeho tet, Luisa Františka Bourbonská, princezna de Condé, legitimizovaná dcera Ludvíka XIV. a Madame de Montespan, se jej snažila oženit se svou dcerou Luisou Alžbětou Bourbonskou. Návrh na sňatek však byl k velkému rozhořčení rodu Bourbon-Condé zamítnut.
Sestra princezny de Condé, Františka Marie Bourbonská, vévodkyně Orleánská, mu pak navrhla sňatek se svou nejstarší dcerou, Marií Luisou Alžbětou Orleánskou. Sňatek s Marií Louisou, dcerou Filipa II., vévody Orleánského, budoucího francouzského regenta, se konal 6. července 1710. První těhotenství Marie Louisy skončilo potratem. O dva roky později porodila předčasně narozeného chlapce, který však žil jen pár týdnů. V době manželovy smrti byla znovu těhotná, ale o měsíc později potratila dívku. Vévodkyně byla svému manželovi notoricky nevěrná a dokonce uvažovala o útěku se svým milencem La Hayem.
Alžběta Šarlota Falcká, vévodkyně z Orléans, (známá jako Madame Palatine nebo La Palatine ) a babička manželky vévody de Berry, mu přezdívala „ Berry Bon Coeur “ („Berry Dobré Srdce“) a později psala o svatbě mezi ním a svou vnučkou:
Zpočátku svou ženu vášnivě miloval; ale po třech měsících se zamiloval do malé, ošklivé služky (femme de chambre). Vévodkyně, která měla dostatečný intelekt, to zjistila a okamžitě svému manželovi řekla, že pokud s ní bude nadále žít v dobrých vztazích, jako to zpočátku dělal, tak o tom pomlčí a bude dále činit jako by to nevěděla; kdyby ale ve vztahu pokračoval, tak celou věc přednese králi a nechá služku poslat pryč, aby ji už nikdy nespatřil. Touto hrozbou držela vévodu, který byl velmi prostý muž, dokonale na uzdě a žil s ní až do své smrti v souladu, nechal ji, aby si dělala, co chtěla, a umíral stejně rád jako jeho služtička. Rok před svou smrtí ji provdal, ale pod podmínkou, že manžel nebude vykonávat manželské povinnosti. Zanechal těhotnou ji i svou manželku, a obě po jeho smrti porodily. Madame de Berry, která na ni nikdy nežárlila, ponechala tuto ženu ve svých službách a postarala se o ni i její dítě. O měsíc později vévodkyně předčasně porodila dívku, která druhý den zemřela. Během regentství jejího otce se mladá vdova stala známou jako Messalina se špatnou pověstí vzhledem ke zhýralému životu, který vedla v Lucemburském paláci. Její zdraví bylo rychle podkopané obžerstvím, alkoholismem a sérií tajných těhotenství. Vdova po vévodovi de Berry zemřela 21. července 1719. Pitva odhalila, že princezna byla znovu těhotná, i když již koncem března 1719 téměř zemřela při porodu mrtvého dítěte jehož otcem byl prý její kapitán stráží.

### Závěr života a smrt
V roce 1712 zemřel nejstarší bratr vévody de Berry, Ludvík Francouzský, vévoda Burgundský, dauphin Francie a vzápětí jej následoval i jeho starší syn Ludvík, vévoda Bretaňský. Dalo se předpokládat, že vévoda de Berry bude vykonávat funkci regenta po dobu dětství jediného přeživšího syna svého bratra, Ludvíka, vévodu z Anjou. Dne 5. května 1714 zemřel na vnitřní zranění, která utrpěl při lovu. Ačkoliv jej ihned po lovu prohlédli lékaři, tak nevěnovali pozornost krvácení ze střeva a snažili se jej bagatelizovat. Teprve když vévoda ztrácel vědomí, tak byli ochotni uznat, že se jednalo o fatální zranění. Pitva později prokázala, že došlo k prasknutí velké břišní cévy.

## Tituly a vyznamenání
- Řád svatého Ducha (při narození)
- Řád svatého Michaela (automaticky, když byl přijat jako rytíř Ducha svatého v roce 1699)
- Řád Svatého Ludvíka (1693)
- Řád Zlatého rouna (1701)

### Erb

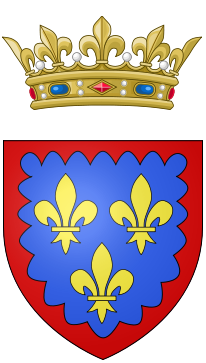
Erb Karla, vévody z Berry

Erb vévody de Berry obsahoval bourbonské lilie v azuru na červeném pozadí, znaky tradičně spojovanými s vévodstvím de Berry od 14. století a s korunou dítěte z Francie nad štítem.

## Potomstvo
Vévoda a vévodkyně z Berry měli tři děti, z nichž žádné nepřežilo dětství. Protože Karel byl vévodou de Berry pouze podle jména, nebyli známí jako „de Berry“, ale jako „d'Alençon“, převzaté z jeho prvního významného vévodství. 
- Mrtvě narozená dcera (palác Fontainebleau, 21. července 1711), mademoiselle de Berry.
- Charles, vévoda de Alençon (palác ve Versailles, 26. března 1713 – 16. dubna 1713, palác ve Versailles). [6]
- Marie Louisa Alžběta (posmrtně, palác ve Versailles, 16. června 1714 – 17. června 1714, palác ve Versailles).

## Vývod z předků
|                           |                                      |  |                   |                             |  |  |  |  |  |  |  | Jindřich IV. Francouzský |
|                           |                                      |  |                   |                             |  |  |  |  |  |  |  |                          |
|                           | 8. Ludvík XIII.                      |  |                   |                             |  |  |  |  |  |  |  |                          |
|                           |                                      |  |                   |                             |  |  |  |  |  |  |  |                          |
|                           |                                      |  |                   | Marie Medicejská            |  |  |  |  |  |  |  |                          |
|                           |                                      |  |                   |                             |  |  |  |  |  |  |  |                          |
|                           | 4. Ludvík XIV.                       |  |                   |                             |  |  |  |  |  |  |  |                          |
|                           |                                      |  |                   |                             |  |  |  |  |  |  |  |                          |
|                           |                                      |  |                   | Filip III. Španělský        |  |  |  |  |  |  |  |                          |
|                           |                                      |  |                   |                             |  |  |  |  |  |  |  |                          |
|                           | 9. Anna Rakouská                     |  |                   |                             |  |  |  |  |  |  |  |                          |
|                           |                                      |  |                   |                             |  |  |  |  |  |  |  |                          |
|                           |                                      |  |                   | Markéta Habsburská          |  |  |  |  |  |  |  |                          |
|                           |                                      |  |                   |                             |  |  |  |  |  |  |  |                          |
|                           | 2. Ludvík Francouzský, Velký Dauphin |  |                   |                             |  |  |  |  |  |  |  |                          |
|                           |                                      |  |                   |                             |  |  |  |  |  |  |  |                          |
|                           |                                      |  |                   | Filip III. Španělský        |  |  |  |  |  |  |  |                          |
|                           |                                      |  |                   |                             |  |  |  |  |  |  |  |                          |
|                           | 10. Filip IV. Španělský              |  |                   |                             |  |  |  |  |  |  |  |                          |
|                           |                                      |  |                   |                             |  |  |  |  |  |  |  |                          |
|                           |                                      |  |                   | Markéta Habsburská          |  |  |  |  |  |  |  |                          |
|                           |                                      |  |                   |                             |  |  |  |  |  |  |  |                          |
|                           | 5. Marie Tereza Španělská            |  |                   |                             |  |  |  |  |  |  |  |                          |
|                           |                                      |  |                   |                             |  |  |  |  |  |  |  |                          |
|                           |                                      |  |                   | Jindřich IV. Francouzský    |  |  |  |  |  |  |  |                          |
|                           |                                      |  |                   |                             |  |  |  |  |  |  |  |                          |
|                           | 11. Alžběta Bourbonská               |  |                   |                             |  |  |  |  |  |  |  |                          |
|                           |                                      |  |                   |                             |  |  |  |  |  |  |  |                          |
|                           |                                      |  |                   | Marie Medicejská            |  |  |  |  |  |  |  |                          |
|                           |                                      |  |                   |                             |  |  |  |  |  |  |  |                          |
| 1. Karel, vévoda de Berry |                                      |  |                   |                             |  |  |  |  |  |  |  |                          |
|                           |                                      |  |                   |                             |  |  |  |  |  |  |  |                          |
|                           |                                      |  | Vilém V. Bavorský |                             |  |  |  |  |  |  |  |                          |
|                           |                                      |  |                   |                             |  |  |  |  |  |  |  |                          |
|                           | 12. Maxmilián I. Bavorský            |  |                   |                             |  |  |  |  |  |  |  |                          |
|                           |                                      |  |                   |                             |  |  |  |  |  |  |  |                          |
|                           |                                      |  |                   | Renata Lotrinská            |  |  |  |  |  |  |  |                          |
|                           |                                      |  |                   |                             |  |  |  |  |  |  |  |                          |
|                           | 6. Ferdinand Maria Bavorský          |  |                   |                             |  |  |  |  |  |  |  |                          |
|                           |                                      |  |                   |                             |  |  |  |  |  |  |  |                          |
|                           |                                      |  |                   | Ferdinand II. Štýrský       |  |  |  |  |  |  |  |                          |
|                           |                                      |  |                   |                             |  |  |  |  |  |  |  |                          |
|                           | 13. Maria Anna Rakouská              |  |                   |                             |  |  |  |  |  |  |  |                          |
|                           |                                      |  |                   |                             |  |  |  |  |  |  |  |                          |
|                           |                                      |  |                   | Marie Anna Bavorská         |  |  |  |  |  |  |  |                          |
|                           |                                      |  |                   |                             |  |  |  |  |  |  |  |                          |
|                           | 3. Maria Anna Viktorie Bavorská      |  |                   |                             |  |  |  |  |  |  |  |                          |
|                           |                                      |  |                   |                             |  |  |  |  |  |  |  |                          |
|                           |                                      |  |                   | Karel Emanuel I. Savojský   |  |  |  |  |  |  |  |                          |
|                           |                                      |  |                   |                             |  |  |  |  |  |  |  |                          |
|                           | 14. Viktor Amadeus I. Savojský       |  |                   |                             |  |  |  |  |  |  |  |                          |
|                           |                                      |  |                   |                             |  |  |  |  |  |  |  |                          |
|                           |                                      |  |                   | Kateřina Michaela Španělská |  |  |  |  |  |  |  |                          |
|                           |                                      |  |                   |                             |  |  |  |  |  |  |  |                          |
|                           | 7. Jindřiška Adéla Marie Savojská    |  |                   |                             |  |  |  |  |  |  |  |                          |
|                           |                                      |  |                   |                             |  |  |  |  |  |  |  |                          |
|                           |                                      |  |                   | Jindřich IV. Francouzský    |  |  |  |  |  |  |  |                          |
|                           |                                      |  |                   |                             |  |  |  |  |  |  |  |                          |
|                           | 15. Kristina Bourbonská              |  |                   |                             |  |  |  |  |  |  |  |                          |
|                           |                                      |  |                   |                             |  |  |  |  |  |  |  |                          |
|                           |                                      |  |                   | Marie Medicejská            |  |  |  |  |  |  |  |                          |
|                           |                                      |  |                   |                             |  |  |  |  |  |  |  |                          |